# خانه علوی (بردسکن)
خانه علوی مربوط به اواخر دوره قاجار است و در شهرستان بردسکن، بخش انابد، دهستان صحرا، روستای باب الحکم واقع شده و این اثر در تاریخ ۶ اسفند ۱۳۸۵ با شمارهٔ ثبت ۱۷۴۲۳ به‌عنوان یکی از آثار ملی ایران به ثبت رسیده است.

## ویژگی‌های اثر
خانه علوی در سال ۱۲۸۹ هجری شمسی، یعنی اواخر دوره قاجاریه به دستور حاج میرزا محمد علوی ساخته شده است. این بنا دارای وسعتی بیش از نیم هکتار می‌باشد که بخش اعظم آن را حیاط و باغ تشکیل می‌دهند، ابعاد دقیق خانه ۶۱ در ۸۷ متر می‌باشد. ورودی خانه که در ضلع شرقی قرار گرفته است شامل ایوانی به عرض دهانه ۲٫۷ متر، ارتفاع ۴٫۵ متر و عمق ۱٫۳۰ متر می‌باشد. پوشش ایوان توسط طاقی با قوس گهواره‌ای صورت گرفته است. در کنار وردی ۲ اتاق وجود دارد که محل استقرار خدمتکاران و نگهبانان بوده است. بنای اصلی به ابعاد ۳۶٫۵ در ۲۷٫۵ در میان ضلع شمالی حیاط ساخته شده است. این بنا دارای ۲ ورودی در ضلع جنوب و یک ورودی در ضلع شرقی می‌باشد. در ضلع جنوبی یک پیشخوان به ابعاد ۱۸٫۵ در ۳٫۵ متر و ۵ پله بالاتر از کف حیاط وجود دارد که در دو گوشه آن دو ورودی به ساختمان طراحی شده است. ورودی ضلع شرقی نیز با همین تعداد پله بالاتر از کف حیاط به دالانی طولانی به طول ۳۶٫۵ متر منتهی می‌شود، دو ورودی ضلع جنوبی نیز به وسیله دو راهرو کوچک به این دالان طویل متصل می‌شوند. ورودی اکثر اتاق‌ها در این دالان قرار گرفته و ورودی چند اتاق نیز در دو راهروی کوچک ضلع جنوبی واقع شده‌اند. پوشش این بنا در فضاهای مربع شکل به وسیله گنبد و بر فراز راهروها به وسیله طاق ضربی‌های گهواره‌ای شکل اجرا شده است، بر بالای گنبدهای بنا نیز بادگیرهای ۸ ضلعی طراحی شده است. از ویژگی‌های مهم این اثر داشتن دیوارهای بلند است که ارتفاع آن‌ها به حدود ۵ متر می‌رسد و دور تا دور این بنا را مانند قلعه محصور نموده‌اند.